# Jewgeni Wladimirowitsch Medwedew
Jewgeni Wladimirowitsch Medwedew (russisch Евгений Владимирович Медведев; englische Transkription: Yevgeny Vladimirovich Medvedev; * 27. August 1982 in Tscheljabinsk, Russische SFSR) ist ein russischer Eishockeyspieler, der zuletzt beim HK Awangard Omsk in der Kontinentalen Hockey-Liga unter Vertrag stand.

## Karriere
Jewgeni Medwedew begann seine Karriere als Eishockeyspieler in der Jugend des HK Metschel Tscheljabinsk, für dessen zweite Mannschaft er bis 2002 in der drittklassigen Perwaja Liga aktiv war. In der Saison 1999/2000 spielte er zudem für die zweite Mannschaft von Metschels Stadtrivalen HK Traktor Tscheljabinsk. Nachdem der Verteidiger in der Saison 2002/03 sein Debüt für Metschel Tscheljabinsk in der russischen Superliga gegeben hatte, stand er von 2003 bis 2005 zunächst für Metallurg Serow sowie anschließend für das mittlerweile abgestiegene Metschel in der zweitklassigen Wysschaja Liga auf dem Eis.
Im Sommer 2005 wechselte Medwedew zu Sewerstal Tscherepowez, bei denen er die folgenden beiden Jahre in der Superliga verbrachte, ehe er vor der Saison 2007/08 von Ak Bars Kasan verpflichtet wurde, mit denen er in der folgenden Spielzeit erstmals Russischer Meister wurde. Nach sieben Jahren und über 400 KHL-Einsätzen verließ er Kasan im Mai 2015 und schloss sich den Philadelphia Flyers aus der National Hockey League an. Dort blieb der Verteidiger jedoch nur ein Jahr und kehrte im Juli 2016 in seine Heimat zurück, wo er beim HK Awangard Omsk einen Zweijahresvertrag unterzeichnete, der 2018 um ein Jahr verlängert wurde.
Auf internationalem Niveau nahm er mit der russischen Nationalmannschaft an den Weltmeisterschaften 2012 bis 2015 teil und gewann dabei zwei Gold- sowie eine Silbermedaille.

## Erfolge und Auszeichnungen
- 2009 Gagarin-Cup-Gewinn mit Ak Bars Kasan
- 2010 Gagarin-Cup-Gewinn mit Ak Bars Kasan
- 2011 KHL-Verteidiger des Monats Dezember
- 2012 KHL-Verteidiger des Monats September

### International
- 2012 Goldmedaille bei der Weltmeisterschaft
- 2014 Goldmedaille bei der Weltmeisterschaft
- 2015 Silbermedaille bei der Weltmeisterschaft

## KHL-Statistik
Stand: Ende der Saison 2014/15